# اکالکامپی، ریچور
اکالکامپی، ریچور (به انگلیسی: Akalkumpi, Raichur) یک منطقهٔ مسکونی در هند است که در کارناتاکا واقع شده‌است.